# Breglio
Breil-sur-Roya (in italiano Breglio, anche Breglio sul Roia, in francese Breil-sur-Roya, in occitano Brelh de Ròia, in dialetto intemelio Bregliu, in dialetto brigasco Brègl) è un comune francese di 2 267 abitanti situato nel dipartimento delle Alpi Marittime della regione della Provenza-Alpi-Costa Azzurra.
È situato nella valle del fiume Roia.

## Geografia fisica

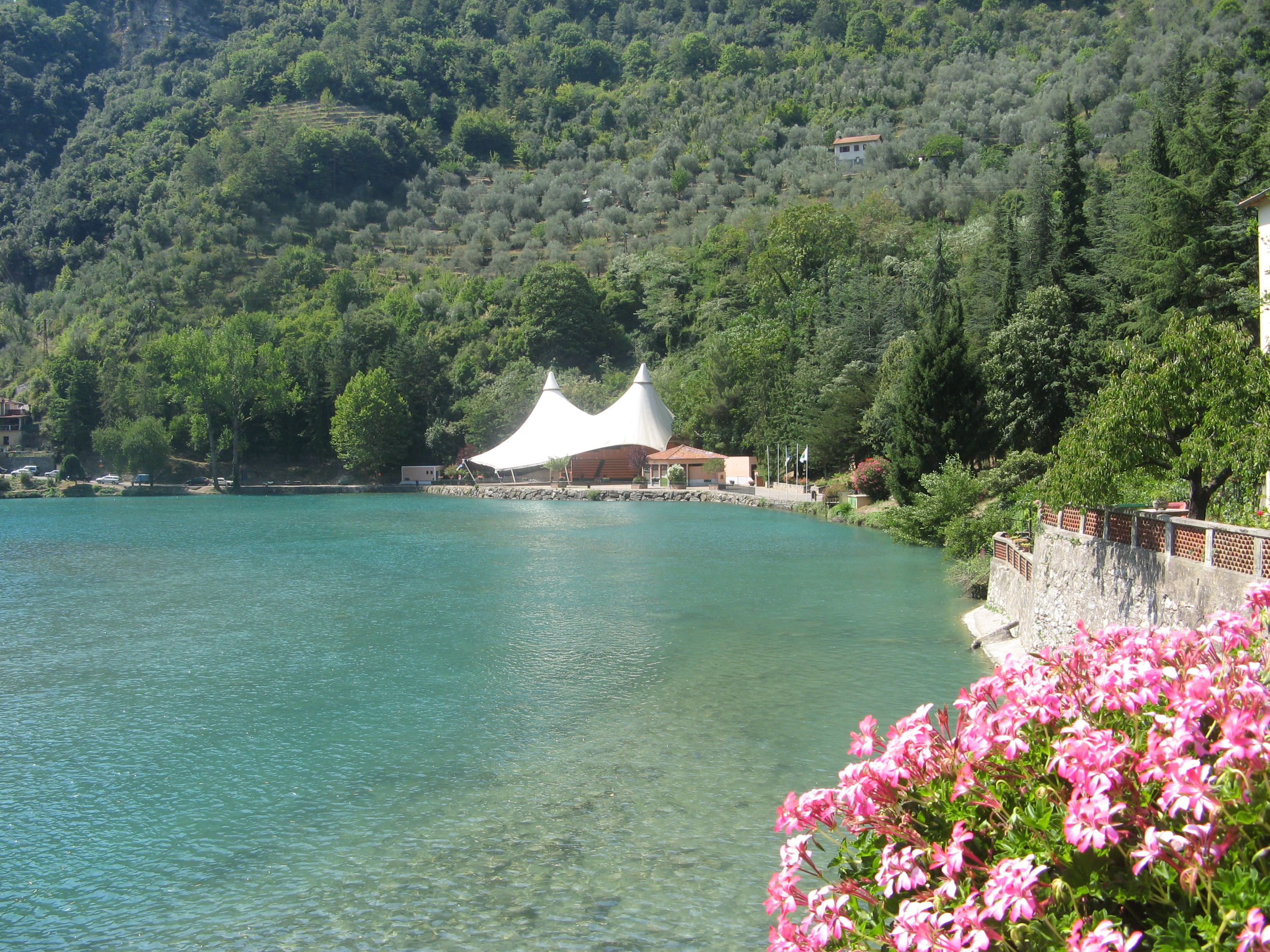
Lago artificiale

Il territorio del comune di Breil-sur-Roya appartiene geograficamente alla regione fisica italiana, come tutta la Valle della Roia. È un villaggio del sud-est della Francia a 61 chilometri da Nizza ed a 34 km da Mentone, a 24 km da Ventimiglia ed a 39 km dalla stazione sciistica di Limone Piemonte.
Il paese è attraversato per tutta la sua lunghezza dal fiume Roia, che ha la sua sorgente nel Colle di Tenda, trasformandosi in un lago prima dello sbarramento, mentre dopo la diga il fiume si trasforma in un torrente impetuoso lungo una piccola gola, per gettarsi nel mar Ligure, dopo soli 59 km, a Ventimiglia.

## Origini del nome
La lingua parlata a Breil-sur-Roya è il bregliasco, in francese breillois, ovvero il bregliese, sul calco della lingua parlata locale, di sovente ricollegato all'occitano e all'antico ligure. In lingua occitana nizzarda, è chiamato Brelh de Ròia, secondo la norma classica, o Brei, secondo la norma mistraliana, secondo Georges Castellana , ed i suoi abitanti sono detti Lu brelhencs (norma classica) o Lu Breienc (norma mistraliana).
La forma italiana del comune, denominazione ufficiale sino al 1860 quale comune del Regno di Sardegna, era Breglio, derivato da Broglio, Broglium e Brelh nel 1157.

## Storia
Villaggio situato al centro della valle del Roia, Breil-sur-Roya è un luogo di passaggio obbligato dove si ricongiungono le strade che collegano la Provenza e il Paese Nizzardo, la Riviera dei Fiori, attraverso Ventimiglia, alla Piana del Po.
Il paese ha avuto per lungo tempo un'attività legata ai convogli di mulattieri che univano il porto di Nizza al Piemonte, attraverso la valle del Roia ed il Colle di Tenda.

### Antichità
Le tracce più antiche di presenza umana nella valle del Roia risalgono all'Età del bronzo, diverse migliaia d'incisioni rupestri datanti dall'800 a.C. al 1500 a.C. sono state ritrovate nella Valle delle Meraviglie, nei pressi di Tenda.
Verso il 500 a.C., i Celti venuti dall'Europa Centrale arrivarono nella regione di Breil-sur-Roya e mescolandosi al ceppo dei liguri locali, formarono la popolazione celto-ligure degli Oratelli. Alcuni recinti di pietra tipici della cultura celto-ligure sono stati portati alla luce nella valle del Roia.
Dal 200 a.C. i Romani, che si erano estesi sulla costa mediterranea, risalirono la valle del Roia, sottomettendo definitivamente gli Oratelli nel 5 a.C..

### Alto medioevo
La cristianizzazione della vallata del Roia avvenne intorno agli anni 400. Verso il 560, i Longobardi furono senza dubbio i primi a tentare di stabilire un potere politico nella regione del Roia.
Nel 774, Carlo Magno divenne re dei Longobardi e nell'800 sacro imperatore romano d'occidente e la valle del Roia fece parte dell'impero. Nell'843, con il Trattato di Verdun, dopo la morte di Ludovico I, il Pio o il Benevolo, figlio di Carlomagno, l'impero fu suddiviso in tre parti.
Paesi Bassi, Borgogna, Provenza ed Italia del Nord furono attribuite a Lotario I e la valle del Roia fece parte della Lotaringia, incorporata in seguito al Santo Impero romano-germanico.
Breil-sur-Roya fece parte della Contea di Ventimiglia nel 962. Una Charta di San Remo attesta la Contea di Ventimiglia con asse sulla valle del Roia. Nel 996, Ottone III di Sassonia, imperatore germanico del Sacro Romano Impero, donò il feudo di Ventimiglia ai Conti di Ventimiglia. Il territorio venne quindi assegnato ai monaci benedettini di Lerino, i quali diffusero la coltivazione dell'ulivo, soprattutto l'oliva taggiasca. La costruzione di frantoi impose insediamenti lungo le acque dei torrenti dove potessero essere impiantati mulini ad acqua.

### Basso medioevo
Breil-sur-Roya entrò nella Contea di Tenda. Battuto dai Genovesi, Guglielmino, Conte di Ventimiglia, vendette le sue terre a Carlo I d'Angiò, conte di Provenza e fratello di Luigi IX di Francia, il Santo. Incoraggiato dai Genovesi, Pietro Balbo e Guglielmo Pietro, fratelli di Guglielmino, ripiegarono sull'alta valle del Roia a Tenda e, rifiutando l'accordo di vendita della valle del Roja, mantennero la loro autorità su Breil-sur-Roya.
Breil-sur-Roya si trovava ricompresa nel 1283 nella Provenza. Aiutato dalle famiglie bregliesi dei Rostagni e Cottalorda, "nobilitati" per l'occasione, Carlo I d'Angiò, conte di Provenza riescì a recuperare le terre del Roja acquistate nel 1258 da Guglielmino, conte di Ventimiglia.
Durante tale periodo, la crescita demografica portò alla costruzione di edifici abitativi al di fuori dalle fortificazioni del castello, e perciò costituisce anche l'innesco della costruzione del villaggio attuale.
La successione della regina Giovanna, contessa di Provenza, ebbe come conseguenza l'inizio di un periodo travagliato e favorì la dedizione della Contea di Nizza alla Savoia il 28 settembre 1388. Alcuni giorni più tardi, il 10 ottobre 1388, Breil-sur-Roya si donò ad Amedeo VII, Conte di Savoia.
Conteso lungamente fra la Contea di Nizza e la Repubblica di Genova, nel XVI secolo Breil-sur-Roya seguì le sorti della prima, entrando a far parte del Ducato di Savoia e poi del Regno di Sardegna.

### Dal rinascimento all'epoca moderna
I Conti di Savoia ebbero uno sbocco sul mar Mediterraneo e nel 1416, la Contea di Savoia fu eretta  in Ducato. Nel 1563 la capitale degli Stati di Savoia fu spostata da Chambéry a Torino.
Nel 1691, Luigi XIV, re di Francia, annesse gli Stati sabaudi di Vittorio Amedeo II di Savoia, il quale aveva aderito alla Grande Alleanza, detta anche "Lega degli Asburgo", a fianco del Sacro Romano Impero, e Breil-sur-Roya fece così parte del regno di Francia.
Nel Trattato di Torino, Vittorio Amedeo II fu costretto a lasciare la Lega degli Asburgo e a schierarsi a fianco del regno di Francia. In contropartita, il Duca sabaudo ritrovò i suoi Stati di Savoia e Breil-sur-Roya tornò sotto l'autorità di Casa Savoia.
Vittorio Amedeo II si schierò a fianco del Sacro Romano Impero contro il re di Francia Luigi XIV, nel corso della guerra di successione di Spagna, e non poté impedire ai suoi stati della Contea di Nizza di essere invasi dalle armate francesi. Il priorato benedettino di San Giovanni fu distrutto nel 1707 durante la ritirata delle truppe comandate dal principe Eugenio.
Ciò nonostante, nel 1713, con il Trattato di Utrecht, il duca Vittorio Amedeo II ristabilì la propria autorità sulle sue terre ed ottenne la corona reale di Sicilia, scambiando poi la corona dell'isola di Sicilia, ceduta agli Asburgo d'Austria, con il cambio quella sulla Sardegna eretta in regno.
Gli Stati di Savoia furono chiamati in seguito Stati Sardi e Breil-sur-Roya ne era parte.
Nel 1740, essendosi il regno di Sardegna-Piemonte schierato a fianco dell'Austria e dell'Inghilterra, contro la Francia e la Spagna, Breil-sur-Roya fu implicata nella guerra di successione austriaca.
Nel 1744, Breil-sur-Roya dovette aprire le porte del paese alle truppe franco-spagnole. Nel 1748, con il Trattato d'Aquisgrana che mise fine alla guerra di successione d'Austria, il Regno di Sardegna riprese la sua autorità sulla valle di Roia.

### Dal Regno di Sardegna alla Francia
La Rivoluzione francese arrivò rapidamente anche a Nizza. Il 10 giugno 1793, le truppe francesi entrarono a Breil-sur-Roya. Il villaggio passò così sotto l'autorità del Direttorio nel 1795, del Consolato nel 1799, dell'Impero nel 1804.
Sconfitto Napoleone I, con il Trattato di Parigi nel 1814, il contado di Nizza di cui Breil-sur-Roya faceva parte, fu restituito al Regno di Sardegna di Carlo Emanuele IV.
A partire dall'aprile 1860, assieme ai territori controllati dall'antica Contea di Nizza, il comune di Breil-sur-Roya fu assegnato alla Francia.
Fin dal 1848, re Carlo Alberto di Savoia ebbe l'idea di riunire i differenti Stati italiani sotto un'unica corona e proclamò che «l'Italia farà da sé» .
Nel 1858, il futuro del Contado di Nizza fu suggellato in occasione dei colloqui di Plombières tra Napoleone III e Cavour.
Napoleone III, imperatore dei Francesi, aiutò re Vittorio Emanuele II a cacciare gli Austriaci dal nord d'Italia ed a favorire la costituzione di uno Stato italiano o di un Regno d'Italia indipendente, in contropartita della cessione della Savoia e della Contea di Nizza alla Francia.
Il 24 ottobre 1860, dopo un referendum, Breglio e Saorgio, formarono il "Cantone del medio Roia" e furono annessi alla Francia.
Dopo l'annessione del Contado di Nizza alla Francia, nel 1860, senza l'alta valle del Roia ed i villaggi di Piena e di Libri, il ruolo frontaliero di Breil-sur-Roya si concentrò sulle professioni di agenti e impiegati statali francesi, delle ferrovie e di militari.

### XX secolo
Le installazioni idroelettriche, l'inaugurazione, nel 1928, d'una stazione ferroviaria internazionale sulla linea da Cuneo a Ventimiglia e la linea da Nizza a Breglio, hanno ugualmente marcato il periodo tra le due guerre, così come la presenza di una guarnigione di truppe alpine.
I combattimenti del 1940 contro gli italiani e del 1945 contro i tedeschi, hanno duramente provato l'insieme della vallata del Roia, le distruzioni a Breil-sur-Roya sono state importanti e la popolazione fu evacuata di forza dalle truppe tedesche, il 28 ottobre 1944, e trasferita in Italia del nord, a Torino, dove essa restò fino all'aprile e maggio 1945.
Nel 1947, le frazioni italiane di Libri e di Piena (Alta e Bassa), già appartenenti al comune di Olivetta San Michele, che erano ed avevano invece una storia prettamente ligure, furono annesse alla Francia in seguito al trattato di pace di Parigi e a un referendum contestato. Il comune di Breil-sur-Roya, raddoppiò così la propria estensione territoriale.
La frontiera franco-italiana fu stata spostata di qualche chilometro a favore della Francia.
| Piena                       | 148 | 140 | 91  | 48 | 1 |
| Libri                       | 218 | 209 | 142 | 67 | 0 |
| Fonte: Risultati plebiscito |     |     |     |    |   |

## Monumenti e luoghi d'interesse

### Architetture religiose
- Chiesa di Santa Maria in Albis, costruita nel XVII secolo su un edificio preesistente.
- Chiesa di San Marco, nella frazione di Piena, costruita in stile barocco agli inizi del XVIII secolo.
- Cappella della Misericordia
- Cappella di Nostra Signora delle Grazie
- Cappella di Nostra Signora del Monte, costruita nell'XI secolo.
- Cappella di Sant'Antonio l'Eremita
- Cappella di Santa Caterina
- Cappella di Nostra Signora della Visitazione, nella frazione di Piena Alta, costruita tra il XVII ed il XVIII secolo.

### Architetture civili
- Porta di Genova
- Torre della Cruella, costruita dai conti di Ventimiglia

## Società

### Evoluzione demografica
Abitanti censiti

## Infrastrutture e trasporti

### Ferrovie
La stazione di Breglio è situata lungo la linea internazionale Cuneo-Ventimiglia ed è stazione di testa della linea per Nizza.

## Amministrazione

### Gemellaggi
- Borgo San Dalmazzo